# 狹瓣苔屬
歧舌苔屬（學名：Gottschea）是苔綱葉苔目歧舌苔科之下的一個屬。

## 物種
- 狭瓣苔 Gottschea aligera（又名大歧舌苔[1]；有爭議）：存在於台灣及海南。
- 粗齿狭瓣苔 Gottschea macrodonta[2]
- 全缘狭瓣苔 Gottschea nuda[3]
- 菲律宾狭瓣苔 Gottschea philippinensis[4]

## 參看
- 歧舌苔屬